# Grobbendonk
Grobbendonk è un comune belga di 10 801 abitanti nelle Fiandre (Provincia di Anversa).

## Suddivisioni
Il comune è costituito dai seguenti distretti:
- Grobbendonk
- Bouwel